# استیون جکسون
استیون جسی جکسون (به انگلیسی: Stephen Jackson) متولد ۱۹۷۸ میلادی در هیوستون در تگزاس بازیکن حرفه‌ای ان بی ای است. او در سال ۱۹۹۷ در درفت سرتاسری ان بی ای در رتبه ۴۳ توسط فینیکس سانز گزینش گردید اما در آنجا موفق نبود. طولی نکشید که سر از سن آنتونیو اسپرز در آورد و به همراه تیم دانکن به قهرمانی ان بی ای در سال ۲۰۰۳ دست یافت.
سپس چند صباحی را با شارلوت بابکتس و گلدن استیت واریرز گذراند اما نهایتاً باز به تیم سن آنتونیو اسپرز بازگشت و در کنار تونی پارکر و تیم دانکن به‌خوبی انجام وظیفه نمود. او در نقش‌های متعدد از جمله فوروارد کوچک بازی می‌کند.